# Atos Gordh
Atos Gordh, född 3 april 1914 i Orsa församling i Kopparbergs län, död 19 juli 1990 i Norrstrands församling i Värmlands län, var en svensk militär.

## Biografi
Gordh avlade officersexamen vid Krigsskolan 1937 och utnämndes samma år till fänrik i ingenjörtrupperna, där han befordrades till löjtnant 1939. Han tillhörde Göta ingenjörkår och gick Allmänna ingenjörkursen vid Artilleri- och ingenjörhögskolan 1938–1940 samt Högre ingenjörkursen där 1943–1945. Han befordrades till kapten 1945, tillhörde Generalstabskåren 1949–1953, var lärare vid Krigshögskolan 1952–1954, befordrades till major 1955, tillhörde åter Generalstabskåren 1956–1962, befordrades till överstelöjtnant 1959 och var stabschef vid staben i II. militärområdet 1959–1962. År 1963 befordrades Gordh till överste, varefter han 1963–1974 var chef för Fortifikationssektion 8 vid staben i IV. militärområdet (namnändrat till Östra militärområdet 1966).
Gordh var generalsekreterare för fälttävlan vid olympiska sommarspelens ryttartävlingar i Stockholm 1956.

## Familj
Atos Gordh var son till distriktslantmätare Josef Gordh och Agda, född Rolander. Han var från 1945 gift med Ulla Persson (1919–1996). En bror till honom var Torsten Gordh. Makarna Gordh är begravna på Ruds kyrkogård i Karlstad.

## Utmärkelser
- Riddare av Svärdsorden, 1955.[6]
- Kommendör av Svärdsorden, 6 juni 1967.[7]
- Kommendör av första klass av Svärdsorden, 5 juni 1971.[8]